# 童貞噺
『童貞噺』（どうていばなし）は、Gino0808による日本の漫画。『コミックDAYS』（講談社）にて、2019年7月13日から連載中。

## あらすじ
寂れた田舎から上京し、大学デビューしたタカヒロは、生活費の為、キャバクラで働くことになる。そこで客であった大上から女を知ることを教えられ、童貞だったタカヒロは妖艶な美女達と交流する。

## 登場人物
タカヒロ
主人公。田舎から上京して、短大に入学する。さっぱりしなかった高校生活を一新するために大学デビューがてら髪を金髪にを染める。生活費を稼ぐためにキャバクラのボーイとして働く。
高校時代は童貞であったものの、複数の女性から好意を持たれ、寝ることになる。
恵里子
タカヒロのサークルの先輩。髪を染めて、派手な格好をしている。ノリが軽い美女。
遊び慣れてる彼女に惹かれて、タカヒロはサークルに入った。
タカヒロのことは第一印象から背の高いイケメンとして好感触だったが、タカヒロの言葉の失敗で抱くことはなかった。
大上
タカヒロのキャバクラの客。気まぐれにタカヒロを席に座らせて、接客させた。
腕に刺青を入れていて、半グレ風の風体である。
詳子
タカヒロのサークルの先輩。巨乳。
中学生の時に無理矢理ファーストキスを同級生に奪われたことと、自身の容姿のために男嫌いになった。
タカヒロのことは警戒してたが、ふとしたことで助けられ、部屋に泊める。その後、タカヒロとセフレのような関係となるが、タカヒロの発言から喧嘩する。
香澄
タカヒロが入学初日にあった美女。
タカヒロは偶然に出会い、彼女で童貞を捨てる。タカヒロのことを愛しているが、他の女と寝ても構わないという。
読書が趣味で、タカヒロにも太宰治の『人間失格』を勧めた。
鴨志田麻衣子
中学の同級生であり、巨乳でメガネをかけている。
タカヒロと同様に田舎が嫌いで、タカヒロの家に泊まることで、都会に出た。
レズビアンとの噂がある。
猪狩エリカ
中学の同級生である。派手な格好の如何にもギャル。

## 書誌情報
- Gino0808『童貞噺』講談社〈ヤンマガKCスペシャル〉、既刊5巻（2022年7月20日現在）
  1. 2019年9月6日発売[2][講 1]、ISBN 978-4-06-516987-2
  2. 2019年12月6日発売[講 2]、ISBN 978-4-06-517855-3
  3. 2021年8月11日発売[講 3]、ISBN 978-4-06-524354-1
  4. 2021年12月20日発売[講 4]、ISBN 978-4-06-526177-4
  5. 2022年7月20日発売[講 5]、ISBN 978-4-06-527802-4

### 講談社コミックプラス
以下の出典は講談社コミックプラス（講談社）内のページ。書誌情報の発売日の出典としている。
1. ↑  “『童貞噺（1）』”.   講談社. 2022年4月23日閲覧。
2. ↑  “『童貞噺（2）』”.   講談社. 2022年4月23日閲覧。
3. ↑  “『童貞噺（3）』”.   講談社. 2022年4月23日閲覧。
4. ↑  “『童貞噺（4）』”.   講談社. 2022年4月23日閲覧。
5. ↑  “『童貞噺（5）』”.   講談社. 2022年7月20日閲覧。